# Cutler (Maine)

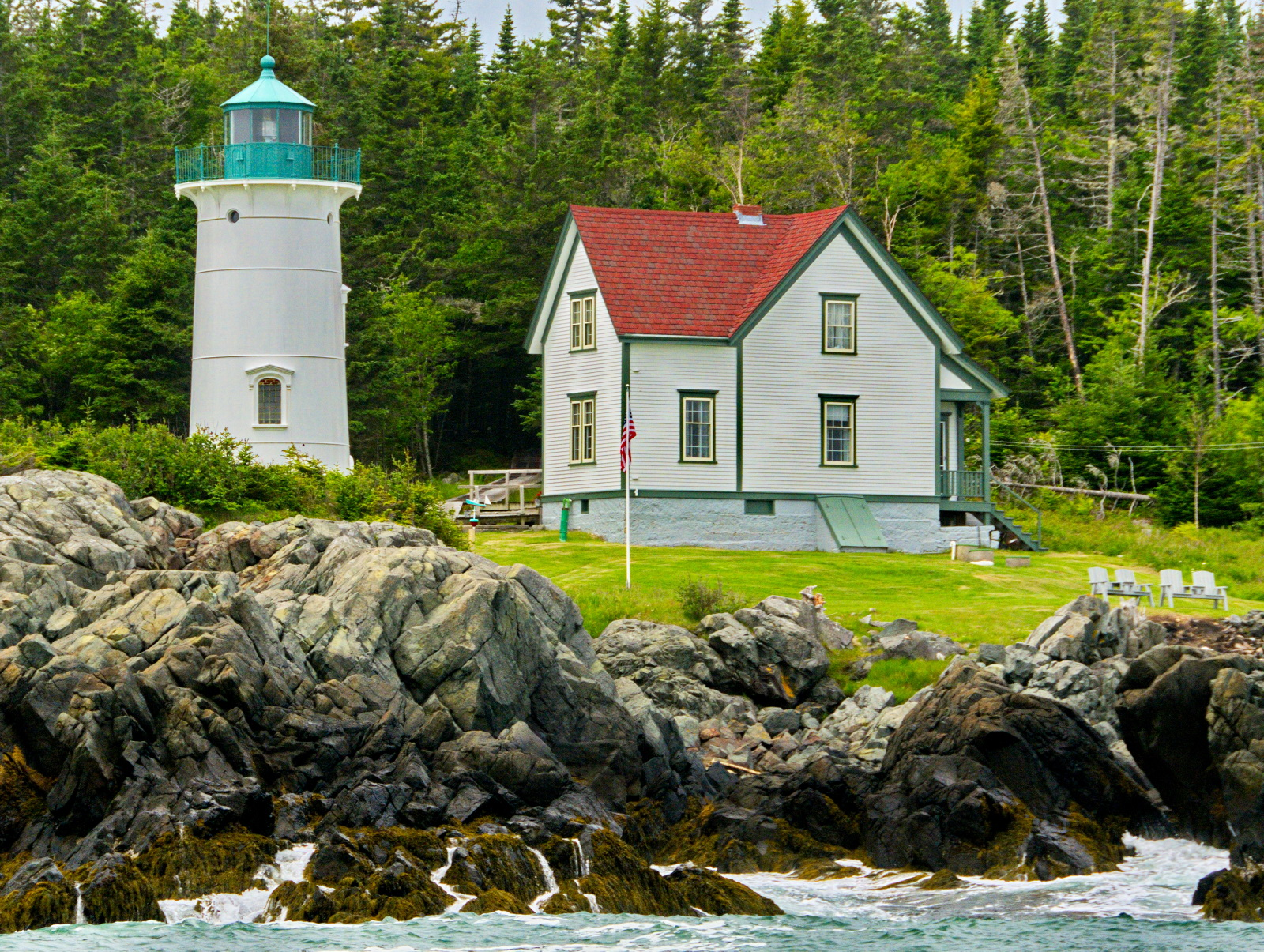
Far situat a la costa de Cutler.

Cutler és una població dels Estats Units a l'estat de Maine (EUA). Segons el cens del 2000 tenia 623 habitants.

## Demografia
Segons el cens del 2000, Cutler tenia 623 habitants, 238 habitatges, i 178 famílies. La densitat de població era de 5,1 habitants per km².
Dels 238 habitatges en un 38,2% hi vivien nens de menys de 18 anys, en un 66,4% hi vivien parelles casades, en un 3,4% dones solteres, i en un 24,8% no eren unitats familiars. En el 20,6% dels habitatges hi vivien persones soles el 7,6% de les quals corresponia a persones de 65 anys o més que vivien soles. El nombre mitjà de persones vivint en cada habitatge era de 2,56 i el nombre mitjà de persones que vivien en cada família era de 2,95.
Per edats la població es repartia de la següent manera: un 28,4% tenia menys de 18 anys, un 6,9% entre 18 i 24, un 31,9% entre 25 i 44, un 20,4% de 45 a 60 i un 12,4% 65 anys o més.
L'edat mediana era de 33 anys. Per cada 100 dones de 18 o més anys hi havia 118,6 homes.
La renda mediana per habitatge era de 30.625$ i la renda mediana per família de 35.313$. Els homes tenien una renda mediana de 26.490$ mentre que les dones 15.625$. La renda per capita de la població era de 13.170$. Entorn de l'11,2% de les famílies i l'11,6% de la població estaven per davall del llindar de pobresa.